# Tim Fehlbaum
Tim Fehlbaum (Basilea, 1982) és un director de cinema suís.

## Carrera
Fehlbaum va estudiar direcció entre 2002 i 2009 a la Universitat de Televisió i Cinema de Munic. Mentre allà, va fer diversos curtmetratges, vídeos musicals i va treballar com a operador de càmera en pel·lícules documentals.
El 2011 Fehlbaum va fer el seu debut al llargmetratge amb la desolada pel·lícula de terror post-apocalíptica Hell, de la qual també va coescriure el guió. La pel·lícula va protagonitzar Hannah Herzsprung, Angela Winkler i Lars Eidinger en els papers principals. Ha rebut nombroses bones crítiques, especialment per la capacitat de Fehlbaum de crear un thriller visualment brillant però atmosfèricament fosc amb una atmosfera densa.
Fehlbaum va guanyar el Premi del Nou Talent del Cinema Alemany al Festival de Cinema de Munic, on es va estrenar i el Zurich Film Award ambdós en la categoria de director. El 2012 la pel·lícula va ser nominada en sis categories i va guanyar la Millor música als Deutscher Filmpreis i dos premis als Premis del Cinema Suís. També va aparèixer en competició al Festival Internacional de Cinema de Locarno i va guanyar premis en festivals de gènere com el XLIV Festival Internacional de Cinema Fantàstic de Catalunya i Fantasporto.
Fehlbaum també va guanyar el New Faces Award el 2012 i es va incloure a la llista de Variety dels 10 directors europeus per veure.
El 2021, la pel·lícula de thriller de ciència-ficció de Fehlbaum Tides es va estrenar al Festival Internacional de Cinema de Berlín a la secció Berlinale Special i posteriorment va guanyar diversos premis, com ara quatre Deutscher Filmpreis, així com dos Bayerischer Filmpreis al Millor director i Millor fotografia. Tides va guanyar el Premi del públic de RTS i el Millor disseny de producció a la 20a edició del NIFFF. i Millor llargmetratge i Millors efectes visuals al Fancine Festival de Cinema Fantàstic de Màlaga.
Reviews noted Fehlbaum's flair for striking mise en scene.

## Filmografia
Curtmetratges
| Any  | Títol          | Director | Guionista |
| ---- | -------------- | -------- | --------- |
| 2004 | Für Julian     | Sí       | Sí        |
| 2006 | Wo ist Freddy? | Sí       | No        |
| 2016 | Flicker        | Sí       | No        |

Llargmetratge
| Year | Títol                | Director | Guionista | Productor |
| ---- | -------------------- | -------- | --------- | --------- |
| 2004 | Nicht meine Hochzeit | Sí       | Sí        | No        |
| 2011 | Hell                 | Sí       | Sí        | No        |
| 2021 | Tides                | Sí       | Sí        | Sí        |
| TBA  | September 5          | Sí       | Sí        | No        |

## Premis
- 2004: Shocking Shorts Award per Für Julian
- 2011: Premi German Cinema New Talent per Hell
- 2011: Zurich Film Award en la categoria de director per Hell
- 2011: Premi a la millor fotografia i menció especial al Premi Meliès d’Argent al XLIV Festival Internacional de Cinema Fantàstic de Catalunya per Hell[15]
- 2012: New Faces Award en la categoria de pel·lícula de debut per Hell
- 2020: Premi de cinema bavaresa en la categoria de director per Tides